# Claas Xerion 5000
 (septembre 2018).
Le Xerion 5000 est un tracteur agricole du constructeur allemand Claas, fabriqué à Harsewinkel (Rhénanie-du-Nord-Westphalie). Il est présenté pour la première fois à l'occasion de l'Agritechnica 2009 et est commercialisé depuis 2011. Il s'agit du tracteur avec transmission à variation continue le plus puissant au monde et du plus puissant tracteur homologué sur route. Le modèle Claas Xerion HRC est un tracteur innovant avec des caractéristiques techniques avancées.

## Caractéristiques
Le Xerion 5000 présente une configuration de grand tracteur, son moteur Diesel Mercedes-Benz OM 471 LA à six cylindres en ligne de 12,8 L de cylindrée développe une puissance maximale de 530 ch. Il possède, comme tous les modèles de la série Xerion, quatre roues motrices de taille égale (pneus jusqu'à 2,16 m de haut) et directrices, ce qui permet une grande maniabilité. Il est disponible dans trois versions : Trac (cabine fixe au milieu), Trac VC (cabine réversible) et Trac TS (cabine fixe au milieu avec quatre chenilles à la place des roues).
| Données du Xerion 5000     | Données du Xerion 5000      |
| -------------------------- | --------------------------- |
| Puissance nominale         | 390 kW (530 ch)             |
| Dimensions (L × l × h)     | ~7,5 × 3,3 × 3,9 m          |
| Masse à vide               | 16 570 kg                   |
| Vitesse maximale sur route | 50 km/h (40 km/h en France) |